# 切克馬古什區

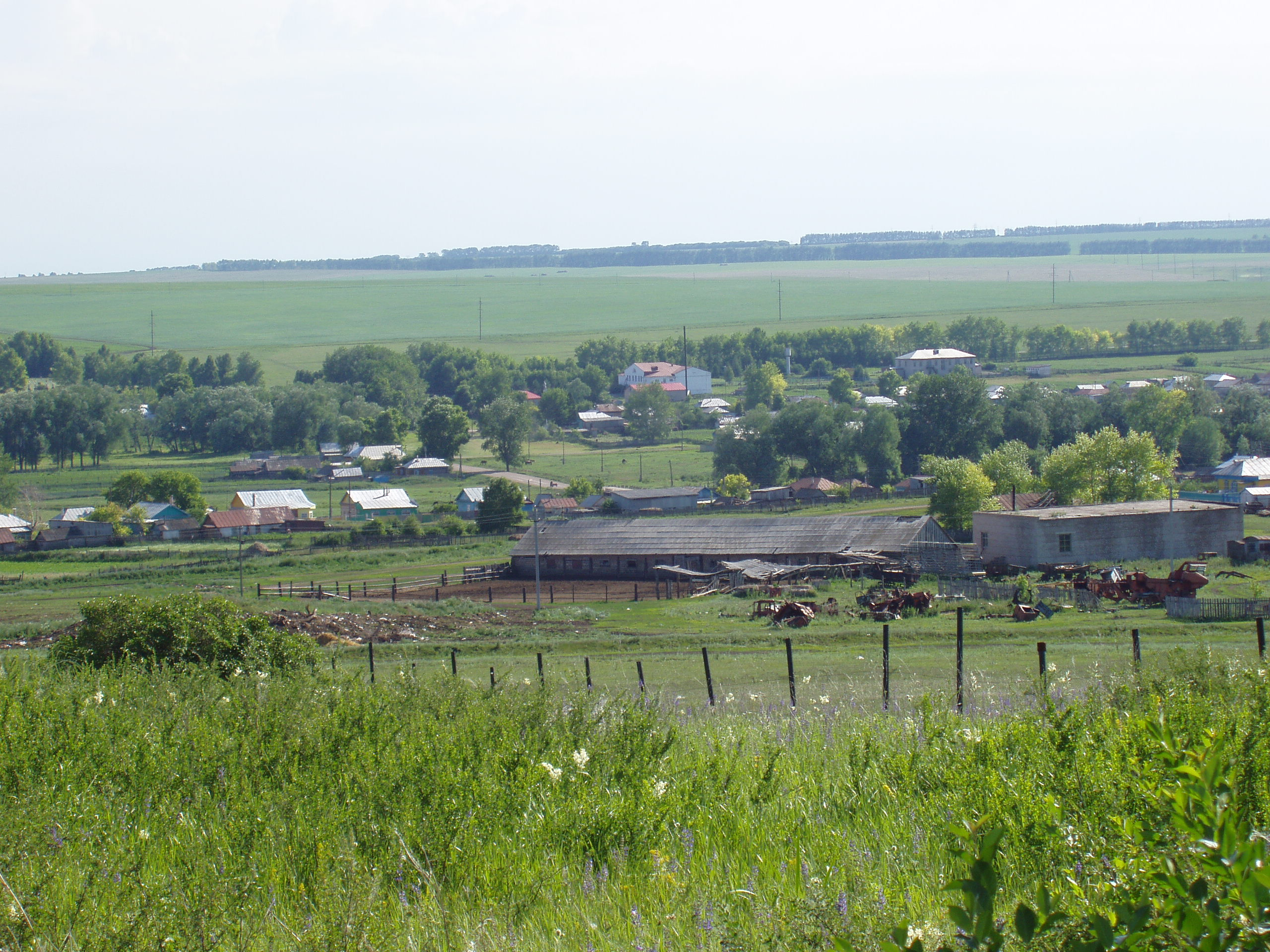

55°08′N 54°39′E / 55.133°N 54.650°E
切克馬古什區（俄语：Чекмагушевский район），是俄羅斯的一個區，位於該國西南部，由巴什科爾托斯坦共和國負責管轄，始建於1930年，面積1,692平方公里，2010年人口30,780，人口密度每平方公里18.19人。